# Специальная команда безопасности
Специальная команда безопасности (яп. 特殊警備隊 токусюкейбитай), известные также как «кайкэйтай» или SST — контртеррористическое подразделение полицейского спецназа в составе Береговой охраны Японии, штаб которого находится на Осакской станции особой безопасности.

## История
В 1985 году Агентство морской безопасности создало Спецподразделение морской полиции (яп. 関西空港海上警備隊 Кансай-куко Кайдзё-кэйби-тай, кайкэйтай), которые занимались защитой побережья у аэропорта Кансай, сотрудничая со спецподразделениями полиции префектуры Осака. В начале в состав отряда входили только 8 человек, однако с расширением аэропорта их число выросло до 24 человек. В 1990 году в связи с миссией по перевозке плутония число сотрудников выросло до 37, было обновлено всё их снаряжение. Была создана Команда по безопасности на борту (яп. 警乗隊 Кэйдзютай), которая после завершения миссии вернулась в кайкэйтай. В 1996 году команде присвоили текущее наименование.

## Организация

### Структура
Подробная структура Специальной команды безопасности не раскрывается: известно, что командой руководит лидер, в неё входят семь отрядов по восемь человек каждый. В каждом отряде есть сапёры и врачи. База — Станция особой безопасности в Осаке, находящаяся рядом с аэропортом Кансай. Оперативники команды способны прибыть в любую точку страны на самолётах Saab 340 B и вертолётах Eurocopter EC225 Super Puma, принадлежащих Береговой охране Японии.

### Подготовка и обучение
На момент ее формирования члены группы в основном отбирались из временных специальных подразделений, обеспечивающих безопасность во время беспорядков («токейтай»).. Позже в команду стали приглашать служащих Береговой охраны Японии. Поскольку команда была первым японским антитеррористическим подразделением, с формированием возникли определённые трудности. Хотя навыки рукопашного боя и стрельбы оттачивались на курсах рейнджеров в Фудзи, те не владели навыками антитеррористической борьбы на море, поэтому только методом проб и ошибок они осваивали основные принципы подобной борьбы. В 1991 году команда позвала советников из американского спецназа SEAL, а фонд Nippon Foundation выделил финансовые средства на обучение. Благодаря обучению от американцев японцы вышли на международный уровень.

### Снаряжение
В начале основным оружием «кайкэйтай» был револьвер Smith & Wesson Model 19 в качестве основного; с 1987 года оружием стрелков стали автомат Тип 64 Howa, а у снайперов — снайперская винтовка Howa M1500. В 1988 году на вооружение были приняты пистолеты-пулемёты HK MP5A5 и HK MP5SD6. Американцы, высоко оценивая навыки практической стрельбы у сотрудников Агентства морской безопасности, помогли заменить устаревшие револьверы с недостаточной мощью на пистолеты типа SIG Sauer P228 к 1992 году, а позже на вооружение были приняты автоматы Тип 89. Также у японцев есть антиматериальные снайперские винтовки производства McMillan Firearms.

## Служба
- В 1989 году оперативники «кайкэйтай» участвовали в захвате судна, зарегистрированного в Панаме. По радио пришли просьбы о помощи: в Восточно-Китайском море недалеко от Окинавы на британских офицеров напали филиппинцы-члены экипажа, поднявшие бунт. Всех участников бунта удалось арестовать и отправить под стражу[10].
- В 1992 году «кэйдзютай» занимались охраной кораблей, перевозивших ядерные отходы из Франции в Японию, и защищали их от любых атак, спровоцированных противниками захоронения ядерных отходов в Японии[8].
- В 1999 году патрульное судно «Мидзухо»[англ.] отправилось в Восточный Тимор для операции по эвакуации гражданских[англ.]. Считается, что два отряда SST участвовали в обеспечении безопасности зданий в порту[4][1].
- Специальная команда безопасности участвовала в учениях в рамках Инициативы по безопасности в борьбе с распространением оружия массового уничтожения в Австралии[13], а также охраняла протестующих в 2008 году активистов Общества охраны морской фауны, когда на них набросились моряки с «Ниссин Мару»[14].

### Книги
- Tetsuya Kakitani, Masayuki Kikuchi. Japanese counter-terrorism units (неопр.). — Sanshusha Co.,Ltd, 2008. — ISBN 978-4384042252.
- Takao Komine, Shinichi Sakamoto. SST - the Japan Coast Guard Special Forces (неопр.). — Namiki-shobou, 2005. — ISBN 978-4890631933.
- Special forces of Japan (неопр.) / Strike And Tactical Magazine. — KAMADO, 2017.

### Статьи
- Masami Nakanomyo. History of shipboard guns on JCG's patrol vessels (巡視船 武装の歩み) (яп.) // 世界の艦船[яп.]. — Kaijin-sha, 2015. — 10月 (第825数). — 第168–173 頁.
- Kenji Yoneda. JCG's special teams facing a new phase (節目を迎えた海保スペシャル・チーム) (яп.) // 世界の艦船[яп.]. — Kaijin-sha, 2016. — 7月 (第840数). — 第152–157 頁.